# Saint-Christophe (Vale de Aosta)
Saint-Christophe é uma comuna italiana da região do Vale de Aosta com cerca de 2.981 habitantes. Estende-se por uma área de 14 km², tendo uma densidade populacional de 213 hab/km². Faz fronteira com Aosta, Pollein, Quart, Roisan, Valpelline.

## Demografia
| Variação demográfica do município entre 1861 e 2011                               |
|                                                                                   |
| Fonte: Istituto Nazionale di Statistica (ISTAT) - Elaboração gráfica da Wikipedia |